# 4740 Veniamina
A 4740 Veniamina (ideiglenes jelöléssel 1985 UV4) a Naprendszer kisbolygóövében található aszteroida. Ljudmilla Vasziljevna Zsuravljova fedezte fel 1985. október 22-én.